# Maniola erymanthea
Maniola erymanthea är en fjärilsart som beskrevs av Eugen Johann Christoph Esper 1783. Maniola erymanthea ingår i släktet Maniola och familjen praktfjärilar. Inga underarter finns listade i Catalogue of Life.